# 1,5-Cyclooctadien
1,5-Cyclooctadien (manchmal auch nur Cyclooctadien) ist eine organische Verbindung mit der Summenformel C8H12. Sie besteht aus einem achtgliedrigen Ring, welcher zweifach ungesättigt ist, und gehört als cyclisches Dien zu den Cycloalkenen. Die Doppelbindungen sind nicht konjugiert. 1,5-Cyclooctadien wird besonders in Komplexen als COD abgekürzt.

## Darstellung
1,5-Cyclooctadien kann durch Dimerisierung von 1,3-Butadien am Nickelkatalysator Bis-[cyclooctadien-(1,5)]-nickel(0) hergestellt werden. Die weltweite Jahresproduktion liegt bei etwa 10.000 Tonnen.

## Verbindungen und Reaktionen
Es kann als labiler zweizähniger Chelatligand in Übergangsmetallkomplexen verwendet werden. Hierbei bindet 1,5-Cyclooctadien über beide Doppelbindungen am Metallzentrum. COD kann leicht durch andere Liganden substituiert werden, weshalb COD-Komplexe als Edukte zur Komplexsynthese dienen können.
{\displaystyle \mathrm {Ni(COD)_{2}\ +\ 4\ CO\leftrightharpoons \ Ni(CO)_{4}\ +\ 2\ COD} }
Herstellung von Nickeltetracarbonyl aus Ni(COD)2 und Kohlenstoffmonoxid.
Ni(COD)2 kann durch Reduktion von Nickel(II)-acetylacetonat mit Triethylaluminium und COD hergestellt werden.
{\displaystyle \mathrm {[Ni(C_{5}H_{7}O_{2})_{2}]\ +\ 2\ COD\ +\ 2\ Al(C_{2}H_{5})_{3}\rightarrow } }
{\displaystyle \mathrm {Ni(COD)_{2}\ +\ 2\ Al(C_{2}H_{5})_{2}(C_{5}H_{7}O_{2})\ +\ C_{2}H_{4}\ +\ C_{2}H_{6}} }
Es ist eine Reihe Übergangsmetallkomplexe mit COD bekannt, eine größere Bedeutung besitzt hiervon der Crabtree-Katalysator.
9-BBN, das zur Hydroborierung eingesetzt wird, wird durch Addition von COD an ein Dimethylsulfidboran hergestellt.